# Стріляй
«Стріляй» — сингл українського гурту «Океан Ельзи», який вийшов у 2013 році. Одночасно відбулася презентація відеокліпу, який відзняв американський режисер Майк Брюс.

## Композиція
1. Стріляй (4:53)

## Музиканти
1. Святослав Вакарчук — вокал
2. Петро Чернявський — гітара
3. Денис Дудко — бас-гітара
4. Милош Єлич — клавішні
5. Денис Глінін — барабани

## Цікаві факти
- У вересні 2013 року Святослав Вакарчук на своїй сторінці у Твіттері виклав запис пісні у симфонічному виконанні оркестру Херсонської обласної філармонії. [1]
- У травні 2014 року український співак Артем Фурман став переможцем польської версії музичного талант-шоу Х-Фактор[pl], виконавши у фіналі кавер пісні «Стріляй».[2] Пісня також неодноразово виконувалась і на українському Х-факторі. [3] [4]